# Sigrún Magnúsdóttir
Sigrún Magnúsdóttir (* 15. Juni 1944 in Reykjavík) ist eine isländische Politikerin (Fortschrittspartei). Sie war seit dem 31. Dezember 2014 Umweltministerin im Kabinett Sigmundur Davíð Gunnlaugsson, seit dem 7. April 2016 bis zum 11. Januar 2017 im Kabinett Sigurður Ingi Jóhannsson.

## Leben
Die Kauffrau Sigrún Magnúsdóttir hat eine lange Karriere in politischen und wirtschaftlichen Organisationen hinter sich. Von 1982 bis 2002 und seit 2008 war sie im Vorstand der Fortschrittspartei. Sie gehörte von 1986 bis 2002 dem Stadtrat von Reykjavík an und war von 1994 bis 2002 Vizevorsitzende der Hafenbehörde von Reykjavík. Von 1991 bis 1995 war sie stellvertretende Vorsitzende des kaufmännischen Verbands von Island. Von 2001 bis 2004 war Sigrún Vorsitzende des Komitees zur Errichtung eines Seefahrtsmuseums in Reykjavík, das sie anschließend von 2005 bis 2011 leitete. Sie ist mit dem ehemaligen isländischen Sozialminister Páll Pétursson verheiratet.
Seit der isländischen Parlamentswahl vom 27. April 2013 war Sigrún Abgeordnete des isländischen Parlaments Althing für den Wahlkreis Reykjavík-Nord. Sie war von 2013 bis 2015 Fraktionsvorsitzende der Fortschrittspartei. Am 31. Dezember 2014 übernahm sie das isländische Ministerium für Umwelt und natürliche Ressourcen von Sigurður Ingi Jóhannsson, der dieses Amt zugleich mit jenem des Ministers für Fischerei und Landwirtschaft ausgeübt hatte.
Sigrún Magnúsdóttir hatte angekündigt, zur Parlamentswahl in Island 2016 nicht mehr anzutreten. Sie stand letzter Stelle auf der Liste der Fortschrittspartei für den Wahlkreis Reykjavík-Süd. Ihre Nachfolgerin als Umweltministerin im Kabinett Bjarni Benediktsson (2017) war Björt Ólafsdóttir (Björt framtíð).